# Dee Palmer
Pour les articles homonymes, voir David Palmer et Palmer.
 (novembre 2024).
Dee Palmer, née David Victor Palmer le 2 juillet 1937 à Londres (Royaume-Uni), est une compositrice, arrangeuse et claviériste anglaise, connue pour avoir été membre du groupe rock progressif Jethro Tull de 1976 à 1980.

## Biographie
Dee Palmer est claviériste (aux côtés de John Evan) et l'arrangeuse du groupe Jethro Tull de 1967 à 1980.
Elle entreprend une opération de réattribution sexuelle en 2003. Elle prend alors officiellement le nom de Dee Palmer.
Du 20 au 22 août 2021, elle rejoue avec d'anciens membres de Jethro Tull, le guitariste Martin Barre et le batteur Clive Bunker l'album Aqualung dans sa totalité lors du New Day Festival au Mt Ephraim Gardens à Faversham dans le Kent.

## Jethro Tull
Au début de sa carrière en tant qu'arrangeur et chef de sessions d'enregistrement, Dee Palmer enregistre son premier projet d'album, Nicola, en 1967 de Bert Jansch. Elle est ensuite présentée à Terry Ellis, alors manager de Jethro Tull, qui réalise le premier album du groupe This Was au Sound Techniques Studio de Chelsea, à Londres. À court terme, Palmer propose des arrangements pour les cors et les cordes sur la composition de Mick Abrahams, Move on Alone de l'album This Was. Ce travail et cette performance professionnelle la font apprécier du groupe et elle va à nouveau les rejoindre, avec un arrangement pour quatuor à cordes sur "A Christmas Song . Palmer arrange des parties de cordes, de cuivres et de bois pour les chansons de Jethro Tull à la fin des années 1960 et au début des années 1970, avant de rejoindre officiellement le groupe en 1976 et de jouer principalement les claviers électroniques.
En 1980, le leader Ian Anderson a l'intention de sortir l'album A avec d'autres musiciens en tant que projet solo, mais est persuadé par son label de le sortir plutôt sous le nom de Jethro Tull. Cela entraîne le départ de tous les membres du groupe, incluant Palmer, à l'exception du guitariste Martin Barre et d'Anderson lui-même. Palmer forme un nouveau groupe, Tallis, avec l'ancien pianiste et organiste de Jethro Tull John Evan. Le nouveau groupe n'e connait pas de succès commercial et Palmer revient à la musique de films et au travail de studio.

## Travail solo
À partir des années 1980, Palmer produit plusieurs albums d'arrangements orchestraux de la musique de divers groupes rock outre Jethro Tull. Elle sort aussi des albums hommages symphoniques à Pink Floyd, The Beatles, Genesis, Yes, et Queen.
Son premier album solo, Through Darkened Glass sort en janvier 2018 avec la collaboration de Martin Barre.
En août 2019, Palmer apparaît aux côtés de Barre, avec Fairport Convention.

## Discographie

### Solo
- Through Darkened Glass (2018)

### Jethro Tull

#### Comme arrangeur orchestral
- This Was (1968)
- Stand Up (1969)
- Benefit (1970)
- Aqualung (1971)
- Thick as a Brick (1972)
- A Passion Play (1973)
- War Child (1974)
- Minstrel in the Gallery (1975)
- Too Old to Rock 'n' Roll: Too Young to Die! (1976)

#### Comme membre à part entière
- Songs from the Wood (1977)
- Heavy Horses (1978)
- Bursting Out (1978 live album)
- Stormwatch (1979)
- Nightcap : The Unreleased Masters 1972–1991 (1993)
- Live at Madison Square Garden 1978 (2009 DVD)

#### Comme arrangeur symphonique
- A Classic Case, aussi connut sous le titre : Classic Jethro Tull (1986)
- We Know What We Like (The London Symphony Orchestra) (1987)
- Orchestral Maneuvers: The Music of Pink Floyd (1991)
- Symphonic Music of Yes London Philharmonic Orchestra avec Steve Howe et Bill Bruford (1993)
- Orchestral Sgt. Pepper's (version orchestrale de l'album des Beatles Sgt. Pepper's Lonely Hearts Club Band) (1995)
- Passing Open Windows: A Symphonic Tribute to Queen (1996)